# شادان
شادان یک روستا در ایران است که در دهستان قلعه زری شهرستان خوسف واقع شده‌است. شادان ۸۷ نفر جمعیت دارد.